# Copa América 2019
De Copa América 2019 was de 46ste editie van de Copa América, een Zuid-Amerikaans voetbaltoernooi dat wordt georganiseerd door de continentale voetbalconfederatie CONMEBOL. Het evenement vond plaats in Brazilië. Dat land wist het toernooi in eigen huis ook te winnen, in de finale werd de verrassende finalist Peru met 3-1 opzij gezet.

## Gastland
Het toernooi zou oorspronkelijk georganiseerd worden in Chili, en Brazilië werd in eerste instantie gekozen als gastland voor de Copa América 2015. Nadat Brazilië echter ook het WK in 2014, de Confederations Cup 2013 en de Olympische Zomerspelen 2016 toegewezen kreeg, wilde het land het toernooi in 2015 niet meer organiseren. Uiteindelijk besloten Brazilië en Chili te wisselen van jaar.

## Stadions
Op 14 juni 2018 maakte CBF Vicepresident Fernando Sarney in Moskou bekend dat het toernooi in 5 speelsteden gespeeld zal worden. Dit zijn Salvador, Rio de Janeiro, São Paulo, Belo Horizonte en Porto Alegre. Op dat moment was nog niet bekend in welke stadions dit zal zijn. In september 2018 werd bekendgemaakt in welke stadions het toernooi zal worden gespeeld. De openingswedstrijd, op 14 juni 2019, zal in São Paulo zijn, in het Estádio do Morumbi. De finale op 7 juli is in het Maracanã, Rio de Janeiro. Ook locaties van de halve finale werden duidelijk, Arena Fonte Nova (Salvador) en Allianz Parque (São Paulo). Op 23 november werd bekendgemaakt dat in São Paulo Allianz Parque vervangen werd voor Arena Corinthians.
| · Rio de Janeiro São Paulo Porto Alegre Belo Horizonte Salvador | · Rio de Janeiro São Paulo Porto Alegre Belo Horizonte Salvador | Rio de Janeiro                        | Belo Horizonte                       | Salvador                                     |
| · Rio de Janeiro São Paulo Porto Alegre Belo Horizonte Salvador | · Rio de Janeiro São Paulo Porto Alegre Belo Horizonte Salvador | Maracanã Capaciteit: 74.738           | Mineirão Capaciteit: 58.170          | Itaipava Arena Fonte Nova Capaciteit: 51.900 |
| · Rio de Janeiro São Paulo Porto Alegre Belo Horizonte Salvador | · Rio de Janeiro São Paulo Porto Alegre Belo Horizonte Salvador |                                       |                                      |                                              |
| · Rio de Janeiro São Paulo Porto Alegre Belo Horizonte Salvador | · Rio de Janeiro São Paulo Porto Alegre Belo Horizonte Salvador | São Paulo                             | São Paulo                            | Porto Alegre                                 |
| · Rio de Janeiro São Paulo Porto Alegre Belo Horizonte Salvador | · Rio de Janeiro São Paulo Porto Alegre Belo Horizonte Salvador | Estádio do Morumbi Capaciteit: 67.428 | Arena Corinthians Capaciteit: 49.205 | Arena do Grêmio Capaciteit: 55.662           |
| · Rio de Janeiro São Paulo Porto Alegre Belo Horizonte Salvador | · Rio de Janeiro São Paulo Porto Alegre Belo Horizonte Salvador |                                       |                                      |                                              |

## Deelnemende landen
Er werd besloten dat er 16 landen mogen deelnemen aan het toernooi, zoals de Copa América Centenario. Dat betekent dat er naast de 'gebruikelijke teams', de landen die lid zijn van de CONMEBOL, er nog 6 landen worden uitgenodigd. Het is niet voor het eerst dat er landen van buiten Zuid-Amerika worden uitgenodigd om deel te nemen aan dit toernooi. Vanaf 1993 gebeurt dat al vrijwel ieder toernooi. Uiteindelijk besloot de bond echter om alsnog maar 12 deelnemers deel te laten nemen aan het toernooi. Naast Qatar is Japan ook uitgenodigd voor deelname.
| Uruguay                 | Argentinië | Bolivia | Brazilië |
| Chili                   | Colombia   | Ecuador | Paraguay |
| Peru                    | Venezuela  |         |          |
| Uitgenodigde landen (2) |            |         |          |
| Japan                   | Qatar      |         |          |

## Loting
De loting vond plaats op 24 januari 2019 om 20:30 (UTC−2) in het Cidade das Artes, in Rio de Janeiro. Bij de loting werden de landen verdeeld in 4 potten. De rankschikking vond plaats op basis van de FIFA-wereldranglijst van december 2018.
| Pot 1                                    | Pot 2                              | Pot 3                                   | Pot 4                                |
| ---------------------------------------- | ---------------------------------- | --------------------------------------- | ------------------------------------ |
| Brazilië (3) Uruguay (7) Argentinië (11) | Colombia (12) Chili (13) Peru (20) | Venezuela (31) Paraguay (32) Japan (50) | Ecuador (57) Bolivia (59) Qatar (93) |

## Groepsfase
Het speelschema werd bekendgemaakt op 18 december 2018.

### Groep A
| Pos | Land      | Wed | Win | Gel | Ver | DV | DT | +/− | Pnt |
| --- | --------- | --- | --- | --- | --- | -- | -- | --- | --- |
| 1   | Brazilië  | 3   | 2   | 1   | 0   | 8  | 0  | +8  | 7   |
| 2   | Venezuela | 3   | 1   | 2   | 0   | 3  | 1  | +2  | 5   |
| 3   | Peru      | 3   | 1   | 1   | 1   | 3  | 6  | –3  | 4   |
| 4   | Bolivia   | 3   | 0   | 0   | 3   | 2  | 9  | –7  | 0   |

|                            |                                      |       |         |                                                                                  |
| 14 juni 2019 21:30 (UTC−3) | Brazilië                             | 3 – 0 | Bolivia | Estádio do Morumbi, São Paulo Toeschouwers: 46.342 Scheidsrechter: Néstor Pitana |
| 14 juni 2019 21:30 (UTC−3) | Coutinho 50' (pen.), 53' Éverton 85' |       |         | Estádio do Morumbi, São Paulo Toeschouwers: 46.342 Scheidsrechter: Néstor Pitana |

|                            |              |       |      |                                                                                  |
| 15 juni 2019 16:00 (UTC−3) | Venezuela    | 0 – 0 | Peru | Arena do Grêmio, Porto Alegre Toeschouwers: 13.370 Scheidsrechter: Wilmar Roldán |
| 15 juni 2019 16:00 (UTC−3) | Mago 6', 75' |       |      | Arena do Grêmio, Porto Alegre Toeschouwers: 13.370 Scheidsrechter: Wilmar Roldán |

|                            |                   |       |                                      |                                                                              |
| 18 juni 2019 18:30 (UTC−3) | Bolivia           | 1 – 3 | Peru                                 | Maracanã, Rio de Janeiro Toeschouwers: 26.346 Scheidsrechter: Roddy Zambrano |
| 18 juni 2019 18:30 (UTC−3) | Moreno 28' (pen.) |       | 45' Guerrero 55' Farfán 90+6' Flores | Maracanã, Rio de Janeiro Toeschouwers: 26.346 Scheidsrechter: Roddy Zambrano |

|                            |          |       |           |                                                                                   |
| 18 juni 2019 21:30 (UTC−3) | Brazilië | 0 – 0 | Venezuela | Estádio do Morumbi, São Paulo Toeschouwers: 42.587 Scheidsrechter: Julio Bascuñán |
| 18 juni 2019 21:30 (UTC−3) |          |       |           | Estádio do Morumbi, São Paulo Toeschouwers: 42.587 Scheidsrechter: Julio Bascuñán |

|                            |      |                                                                 |          |                                                                                      |
| 22 juni 2019 16:00 (UTC−3) | Peru | 0 – 5                                                           | Brazilië | Arena Corinthians, São Paulo Toeschouwers: 42.317 Scheidsrechter: Fernando Rapallini |
| 22 juni 2019 16:00 (UTC−3) |      | 11' Casemiro 18' Firmino 31' Éverton 53' Dani Alves 90' Willian |          | Arena Corinthians, São Paulo Toeschouwers: 42.317 Scheidsrechter: Fernando Rapallini |

|                            |                |       |                             |                                                                               |
| 22 juni 2019 16:00 (UTC−3) | Bolivia        | 1 – 3 | Venezuela                   | Mineirão, Belo Horizonte Toeschouwers: 8.091 Scheidsrechter: Esteban Ostojich |
| 22 juni 2019 16:00 (UTC−3) | Justiniano 82' |       | 1', 54' Machís 86' Martínez | Mineirão, Belo Horizonte Toeschouwers: 8.091 Scheidsrechter: Esteban Ostojich |

### Groep B
| Pos | Land       | Wed | Win | Gel | Ver | DV | DT | +/− | Pnt |
| --- | ---------- | --- | --- | --- | --- | -- | -- | --- | --- |
| 1   | Colombia   | 3   | 3   | 0   | 0   | 4  | 0  | +4  | 9   |
| 2   | Argentinië | 3   | 1   | 1   | 1   | 3  | 3  | 0   | 4   |
| 3   | Paraguay   | 3   | 0   | 2   | 1   | 3  | 4  | –1  | 2   |
| 4   | Qatar      | 3   | 0   | 1   | 2   | 2  | 5  | –3  | 1   |

|                            |            |                            |          |                                                                                        |
| 15 juni 2019 19:00 (UTC−3) | Argentinië | 0 – 2                      | Colombia | Itaipava Arena Fonte Nova, Salvador Toeschouwers: 35.572 Scheidsrechter: Roberto Tobar |
| 15 juni 2019 19:00 (UTC−3) |            | 71' Martínez 86' D. Zapata |          | Itaipava Arena Fonte Nova, Salvador Toeschouwers: 35.572 Scheidsrechter: Roberto Tobar |

|                            |                                |       |                     |                                                                          |
| 16 juni 2019 16:00 (UTC−3) | Paraguay                       | 2 – 2 | Qatar               | Maracanã, Rio de Janeiro Toeschouwers: 19.196 Scheidsrechter: Diego Haro |
| 16 juni 2019 16:00 (UTC−3) | Cardozo 4' (pen.) González 56' |       | 68' Ali 77' Khoukhi | Maracanã, Rio de Janeiro Toeschouwers: 19.196 Scheidsrechter: Diego Haro |

|                            |               |       |       |                                                                                   |
| 19 juni 2019 18:30 (UTC−3) | Colombia      | 1 – 0 | Qatar | Estádio do Morumbi, São Paulo Toeschouwers: 22.079 Scheidsrechter: Alexis Herrera |
| 19 juni 2019 18:30 (UTC−3) | D. Zapata 86' |       |       | Estádio do Morumbi, São Paulo Toeschouwers: 22.079 Scheidsrechter: Alexis Herrera |

|                            |                  |       |             |                                                                              |
| 19 juni 2019 21:30 (UTC−3) | Argentinië       | 1 – 1 | Paraguay    | Mineirão, Belo Horizonte Toeschouwers: 35.265 Scheidsrechter: Wilton Sampaio |
| 19 juni 2019 21:30 (UTC−3) | Messi 57' (pen.) |       | 37' Sánchez | Mineirão, Belo Horizonte Toeschouwers: 35.265 Scheidsrechter: Wilton Sampaio |

|                            |       |                           |            |                                                                                   |
| 23 juni 2019 16:00 (UTC−3) | Qatar | 0 – 2                     | Argentinië | Arena do Grêmio, Porto Alegre Toeschouwers: 41.390 Scheidsrechter: Julio Bascuñán |
| 23 juni 2019 16:00 (UTC−3) |       | 4' L. Martínez 82' Agüero |            | Arena do Grêmio, Porto Alegre Toeschouwers: 41.390 Scheidsrechter: Julio Bascuñán |

|                            |             |       |          |                                                                                          |
| 23 juni 2019 16:00 (UTC−3) | Colombia    | 1 – 0 | Paraguay | Itaipava Arena Fonte Nova, Salvador Toeschouwers: 13.903 Scheidsrechter: Víctor Carrillo |
| 23 juni 2019 16:00 (UTC−3) | Cuéllar 31' |       |          | Itaipava Arena Fonte Nova, Salvador Toeschouwers: 13.903 Scheidsrechter: Víctor Carrillo |

### Groep C
| Pos | Land    | Wed | Win | Gel | Ver | DV | DT | +/− | Pnt |
| --- | ------- | --- | --- | --- | --- | -- | -- | --- | --- |
| 1   | Uruguay | 3   | 2   | 1   | 0   | 7  | 2  | +5  | 7   |
| 2   | Chili   | 3   | 2   | 0   | 1   | 6  | 2  | +4  | 6   |
| 3   | Japan   | 3   | 0   | 2   | 1   | 3  | 7  | –4  | 2   |
| 4   | Ecuador | 3   | 0   | 1   | 2   | 2  | 7  | –5  | 1   |

|                            |                                                  |       |               |                                                                                |
| 16 juni 2019 19:00 (UTC−3) | Uruguay                                          | 4 – 0 | Ecuador       | Mineirão, Belo Horizonte Toeschouwers: 13.611 Scheidsrechter: Anderson Daronco |
| 16 juni 2019 19:00 (UTC−3) | Lodeiro 6' Cavani 33' Suárez 44' Mina 78' (e.d.) |       | 24' Quinteros | Mineirão, Belo Horizonte Toeschouwers: 13.611 Scheidsrechter: Anderson Daronco |

|                            |       |                                        |       |                                                                                        |
| 17 juni 2019 20:00 (UTC−3) | Japan | 0 – 4                                  | Chili | Estádio do Morumbi, São Paulo Toeschouwers: 23.253 Scheidsrechter: Mario Díaz de Vivar |
| 17 juni 2019 20:00 (UTC−3) |       | 41' Pulgar 54', 83' Vargas 82' Sánchez |       | Estádio do Morumbi, São Paulo Toeschouwers: 23.253 Scheidsrechter: Mario Díaz de Vivar |

|                            |                               |       |                  |                                                                                 |
| 20 juni 2019 20:00 (UTC−3) | Uruguay                       | 2 – 2 | Japan            | Arena do Grêmio, Porto Alegre Toeschouwers: 39.733 Scheidsrechter: Andrés Rojas |
| 20 juni 2019 20:00 (UTC−3) | Suárez 32' (pen.) Giménez 66' |       | 25', 59' Miyoshi | Arena do Grêmio, Porto Alegre Toeschouwers: 39.733 Scheidsrechter: Andrés Rojas |

|                            |                        |       |                           |                                                                                           |
| 21 juni 2019 20:00 (UTC−3) | Ecuador                | 1 – 2 | Chili                     | Itaipava Arena Fonte Nova, Salvador Toeschouwers: 14.727 Scheidsrechter: Patricio Loustau |
| 21 juni 2019 20:00 (UTC−3) | E. Valencia 26' (pen.) |       | 8' Fuenzalida 51' Sánchez | Itaipava Arena Fonte Nova, Salvador Toeschouwers: 14.727 Scheidsrechter: Patricio Loustau |

|                            |       |            |         |                                                                             |
| 24 juni 2019 20:00 (UTC−3) | Chili | 0 – 1      | Uruguay | Maracanã, Rio de Janeiro Toeschouwers: 57.442 Scheidsrechter: Raphael Claus |
| 24 juni 2019 20:00 (UTC−3) |       | 82' Cavani |         | Maracanã, Rio de Janeiro Toeschouwers: 57.442 Scheidsrechter: Raphael Claus |

|                            |          |       |              |                                                                               |
| 24 juni 2019 20:00 (UTC−3) | Ecuador  | 1 – 1 | Japan        | Mineirão, Belo Horizonte Toeschouwers: 7.623 Scheidsrechter: Jesús Valenzuela |
| 24 juni 2019 20:00 (UTC−3) | Mena 35' |       | 15' Nakajima | Mineirão, Belo Horizonte Toeschouwers: 7.623 Scheidsrechter: Jesús Valenzuela |

### Ranking nummers 3 poulefase
| Pos | Land     | Wed | Win | Gel | Ver | DV | DT | +/− | Pnt |
| --- | -------- | --- | --- | --- | --- | -- | -- | --- | --- |
| 1   | Peru     | 3   | 1   | 1   | 1   | 3  | 6  | –3  | 4   |
| 2   | Paraguay | 3   | 0   | 2   | 1   | 3  | 4  | –1  | 2   |
| 3   | Japan    | 3   | 0   | 2   | 1   | 3  | 7  | –4  | 2   |

## Knock-outfase
|  | kwartfinale              | kwartfinale           |                         |       | halve finale       | halve finale       |   |  | finale | finale |
|  |                          |                       |                         |       |                    |                    |   |  |        |        |
|  | 27 juni – Porto Alegre   |                       |                         |       |                    |                    |   |  |        |        |
|  |                          |                       |                         |       |                    |                    |   |  |        |        |
|  | Brazilië                 | 0 (4)                 |                         |       |                    |                    |   |  |        |        |
|  | Brazilië                 | 0 (4)                 | 2 juli – Belo Horizonte |       |                    |                    |   |  |        |        |
|  | Paraguay                 | 0 (3)                 |                         |       |                    |                    |   |  |        |        |
|  | Paraguay                 | 0 (3)                 | Brazilië                | 2     |                    |                    |   |  |        |        |
|  | 28 juni – Rio de Janeiro |                       | Brazilië                | 2     |                    |                    |   |  |        |        |
|  |                          | Argentinië            | 0                       |       |                    |                    |   |  |        |        |
|  | Venezuela                | Argentinië            | 0                       | 0     |                    |                    |   |  |        |        |
|  | Venezuela                |                       | 7 juli – Rio de Janeiro | 0     |                    |                    |   |  |        |        |
|  | Argentinië               | 2                     |                         |       |                    |                    |   |  |        |        |
|  | Argentinië               | 2                     | Brazilië                | 3     |                    |                    |   |  |        |        |
|  | 28 juni – São Paulo      |                       | Brazilië                | 3     |                    |                    |   |  |        |        |
|  |                          | Peru                  | 1                       |       |                    |                    |   |  |        |        |
|  | Colombia                 | Peru                  | 1                       | 0 (4) |                    |                    |   |  |        |        |
|  | Colombia                 | 3 juli – Porto Alegre |                         | 0 (4) |                    |                    |   |  |        |        |
|  | Chili                    | 0 (5)                 |                         |       |                    |                    |   |  |        |        |
|  | Chili                    | 0 (5)                 | Chili                   | 0     | derde plaats       | derde plaats       |   |  |        |        |
|  | 29 juni – Salvador       |                       | Chili                   | 0     | derde plaats       | derde plaats       |   |  |        |        |
|  |                          | Peru                  | 3                       |       | 6 juli – São Paulo | 6 juli – São Paulo |   |  |        |        |
|  | Uruguay                  | Peru                  | 3                       | 0 (4) | 6 juli – São Paulo | 6 juli – São Paulo |   |  |        |        |
|  | Uruguay                  |                       |                         |       |                    | Argentinië         | 2 |  |        |        |
|  | Peru                     | 0 (5)                 |                         |       |                    | Argentinië         | 2 |  |        |        |
|  | Peru                     | 0 (5)                 | Chili                   | 1     |                    |                    |   |  |        |        |
|  |                          |                       | Chili                   | 1     |                    |                    |   |  |        |        |

### Kwartfinale
|                            |                                                   |              |                                        |                                                                                  |
| 27 juni 2019 21:30 (UTC−3) | Brazilië                                          | 0 – 0        | Paraguay                               | Arena do Grêmio, Porto Alegre Toeschouwers: 44.902 Scheidsrechter: Roberto Tobar |
| 27 juni 2019 21:30 (UTC−3) |                                                   | 58' Balbuena |                                        | Arena do Grêmio, Porto Alegre Toeschouwers: 44.902 Scheidsrechter: Roberto Tobar |
| 27 juni 2019 21:30 (UTC−3) | Strafschoppen                                     |              |                                        | Arena do Grêmio, Porto Alegre Toeschouwers: 44.902 Scheidsrechter: Roberto Tobar |
| 27 juni 2019 21:30 (UTC−3) | Willian Marquinhos Coutinho Firmino Gabriel Jesus | 4 – 3        | Gómez Almirón Valdez R. Rojas González | Arena do Grêmio, Porto Alegre Toeschouwers: 44.902 Scheidsrechter: Roberto Tobar |

|                            |           |                           |            |                                                                             |
| 28 juni 2019 16:00 (UTC−3) | Venezuela | 0 – 2                     | Argentinië | Maracanã, Rio de Janeiro Toeschouwers: 50.094 Scheidsrechter: Wilmar Roldán |
| 28 juni 2019 16:00 (UTC−3) |           | 10' Martínez 74' Lo Celso |            | Maracanã, Rio de Janeiro Toeschouwers: 50.094 Scheidsrechter: Wilmar Roldán |

|                            |                                         |       |                                      |                                                                                 |
| 28 juni 2019 20:00 (UTC−3) | Colombia                                | 0 – 0 | Chili                                | Arena Corinthians, São Paulo Toeschouwers: 44.062 Scheidsrechter: Néstor Pitana |
| 28 juni 2019 20:00 (UTC−3) |                                         |       |                                      | Arena Corinthians, São Paulo Toeschouwers: 44.062 Scheidsrechter: Néstor Pitana |
| 28 juni 2019 20:00 (UTC−3) | Strafschoppen                           |       |                                      | Arena Corinthians, São Paulo Toeschouwers: 44.062 Scheidsrechter: Néstor Pitana |
| 28 juni 2019 20:00 (UTC−3) | Rodríguez Cardona Cuadrado Mina Tesillo | 4 – 5 | Vidal Vargas Pulgar Aránguiz Sánchez | Arena Corinthians, São Paulo Toeschouwers: 44.062 Scheidsrechter: Néstor Pitana |

|                            |                                         |       |                                         |                                                                                         |
| 29 juni 2019 16:00 (UTC−3) | Uruguay                                 | 0 – 0 | Peru                                    | Itaipava Arena Fonte Nova, Salvador Toeschouwers: 21.180 Scheidsrechter: Wilton Sampaio |
| 29 juni 2019 16:00 (UTC−3) |                                         |       |                                         | Itaipava Arena Fonte Nova, Salvador Toeschouwers: 21.180 Scheidsrechter: Wilton Sampaio |
| 29 juni 2019 16:00 (UTC−3) | Strafschoppen                           |       |                                         | Itaipava Arena Fonte Nova, Salvador Toeschouwers: 21.180 Scheidsrechter: Wilton Sampaio |
| 29 juni 2019 16:00 (UTC−3) | Suárez Cavani Stuani Bentancur Torreira | 4 – 5 | Guerrero Ruidíaz Yotún Advíncula Flores | Itaipava Arena Fonte Nova, Salvador Toeschouwers: 21.180 Scheidsrechter: Wilton Sampaio |

### Halve finale
|                                         |                               |       |            |                                                                                      |
| 2 juli 2019 21:30 (UTC−3) 02:30 (UTC+2) | Brazilië                      | 2 – 0 | Argentinië | Estádio Mineirão, Belo Horizonte Toeschouwers: 55.947 Scheidsrechter: Roddy Zambrano |
| 2 juli 2019 21:30 (UTC−3) 02:30 (UTC+2) | Gabriel Jesus 19' Firmino 71' |       |            | Estádio Mineirão, Belo Horizonte Toeschouwers: 55.947 Scheidsrechter: Roddy Zambrano |

|                                         |       |                                     |      |                                                             |
| 3 juli 2019 21:30 (UTC−3) 02:30 (UTC+2) | Chili | 0 – 3                               | Peru | Arena do Grêmio, Porto Alegre Scheidsrechter: Wilmar Roldán |
| 3 juli 2019 21:30 (UTC−3) 02:30 (UTC+2) |       | 21' Flores 38' Yotún 90+1' Guerrero |      | Arena do Grêmio, Porto Alegre Scheidsrechter: Wilmar Roldán |

### Troostfinale
|                                         |                                 |       |                            |                                                                  |
| 6 juli 2019 16:00 (UTC−3) 21:00 (UTC+2) | Argentinië                      | 2 – 1 | Chili                      | Arena Corinthians, São Paulo Scheidsrechter: Mario Díaz de Vivar |
| 6 juli 2019 16:00 (UTC−3) 21:00 (UTC+2) | Agüero 12' Dybala 22' Messi 37' |       | 37' Medel 59' (pen.) Vidal | Arena Corinthians, São Paulo Scheidsrechter: Mario Díaz de Vivar |

### Finale
|                                         |                                                                          |       |                     |                                                                             |
| 7 juli 2019 17:00 (UTC−3) 22:00 (UTC+2) | Brazilië                                                                 | 3 – 1 | Peru                | Maracanã, Rio de Janeiro Toeschouwers: 69.986 Scheidsrechter: Roberto Tobar |
| 7 juli 2019 17:00 (UTC−3) 22:00 (UTC+2) | Éverton 15' Gabriel Jesus 45+3' Gabriel Jesus 70' Richarlison 90' (pen.) |       | 44' (pen.) Guerrero | Maracanã, Rio de Janeiro Toeschouwers: 69.986 Scheidsrechter: Roberto Tobar |

| Copa América 2019  |
| ------------------ |
| BRAZILIË 9de titel |

1916 · 
1917 · 
1919 · 
1920 · 
1921 · 
1922 · 
1923 · 
1924 · 
1925 · 
1926 · 
1927 · 
1929 · 
1935 · 
1937 · 
1939 · 
1941 · 
1942 · 
1945 · 
1946 · 
1947 · 
1949 · 
1953 · 
1955 · 
1956 · 
1957 · 
1959 · 
1959 · 
1963 · 
1967 · 
1975 · 
1979 · 
1983 · 
1987 · 
1989 · 
1991 · 
1993 · 
1995 · 
1997 · 
1999 · 
2001 · 
2004 · 
2007 · 
2011 · 
2015 · 
2016 ·
2019 ·
2021 ·
2024